# 英国規格
英国規格（British Standards、略称BS）は、英国規格協会（British Standards Institution、略称BSI）によって制定されたイギリスの国家規格。

## 概要
英国規格はボルトやねじ、プラスティックといった素材から鉄道、造船、航空機、コンピュータなどあらゆる分野にわたり、製品やサービスの品質・安全性を取り決め、規格している。25,000を超える英国規格が発行されている。認証マークは凧のようなその形態にちなみ、カイトマークと呼ばれている。

## 英国規格協会について

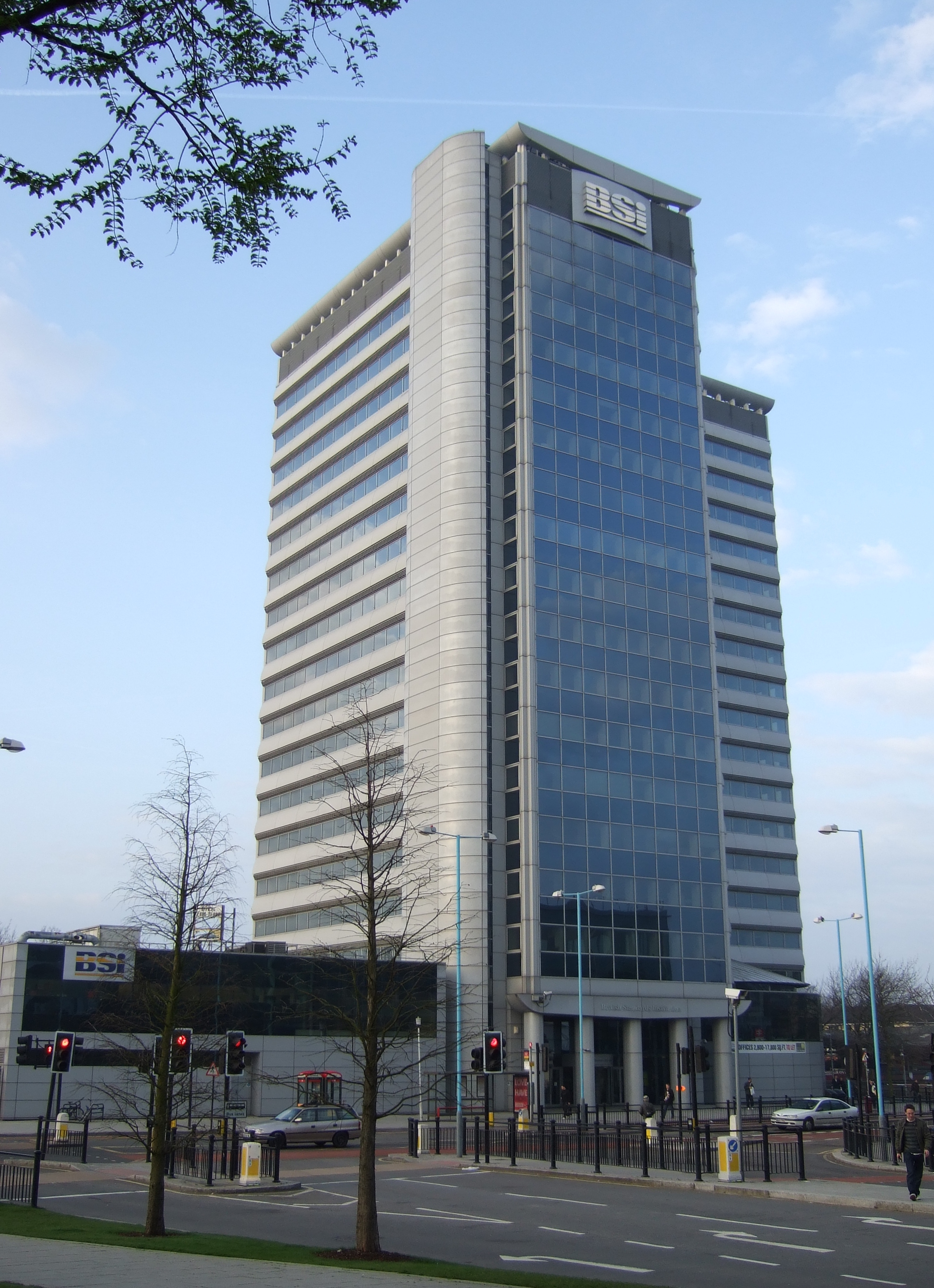
BSI headquaters in London

英国規格協会は1901年、イギリス土木学会が提唱し、イギリス王室より認可を受けて開設した非営利団体で、英国規格の運営、試験、監査、登録や技術コンサルティングなどを実施している。英国規格協会が認可・発行する英国規格 (BS) はドイツのドイツ連邦規格 (DIN) やアメリカ合衆国のASTM規格と並んで世界で広く活用されている。
なお、日本に本社を置くBSIグループジャパン株式会社は、BSI(英国規格協会)の子会社でありBSIの発行する英国規格、ISO規格等の認証、規格のトレーニングを幅広く提供している。

## 英国規格協会の沿革
1901 ～1914　はじまり
1901年1月22日、ロンドンのタワーブリッジを設計したSir John Wolfe-Barry が土木技術者協会（the Institution of Civil Engineers）の委員会に、鉄鋼部門の標準化を検討する委員会の発足を提唱1901年4月26日、初めての工学標準化委員会（Engineering Standards Committee）が開催される。その結果、形状がばらばらだった構造要綱の種類は175から113に減り、標準化が進む｡1903年、商品の一定基準への準拠を消費者に情報開示するニーズが高まり、英国規格マークの作成と登録が開始した｡後にKitemarkと称されるようになる。列車の線路に適用され､軌間が75から5ですむようになった。
1915 ～1945　規格化の広がり
第一次世界大戦中、英国規格は海軍本部、陸軍省、商務院、ロイド船舶登録簿、内務省、道路審議会、ロンドン 州議会や植民地政府などで使用される。1920年代、規格化の動きはカナダ、オーストラリア、南アフリカ､ニュージーランドなど の国々に広まる。またアメリカやドイツも関心を示すようになる。1929年4月22日、工学標準化委員会（1918年から英国 工学規格協会）は英国王室の認可（Royal Charter）を受ける。1931年に英国規格協会（British Standards Institution）と改名 。
1946 ～1975　消費者の懸念の高まりと規格の国際統一化への動き
1950年代後半から1960年代、市場に消費者製品があふれ、同時に粗悪な品質の製品も目立つようになる。こ れを受けて1953年にKitemarkが家具､圧力鍋、オートバイのヘルメットなど英国内のいくつかの製品に適用され､消費が 製品の品質を確かめる目印となった。製品に加え、大気汚染、原子力エネルギー、工業用、学校やオフィス家具用、動物の空輸用のセーフティーカラーなどついても規格が発行された。1951年､英国内の消費者関連の規格について助言をする女性諮問委員会が立ち上がる。これが今日の消費者政策委員会（COPOLCO）の先駆けで、消費者製品に関するBSIの専門委員会（technical committee）に消費者代表を送っている。 
1976 ～1997　マネジメントシステム規格
ISO9001は1994年と2000年に改訂され、2005年末時点でISO9001：2000の認証件数は世界161カ国で 776,000件となった。ISO14001は1996年に発行後、2004年に改訂され、2005年末時点の認証件数は138カ国で 111,000件となった。BSIグループは英国内の規制緩和により、英国・ヨーロッパを超えて全世界でビジネスを展開。 
1998 ～　グローバ ル化の拡大
1998年から2007年までの間、下記組織を買収。CEEM（U.S.A.）、Mertcontrol（Hungary）、 International Standards Certification Pte Ltd（Singaore）、KPMGの北米のISO審査事業、LW Cargo Survey AB（Sweden）、KPMG Certification B.V（Holland）、NIZ ZERT（Germany）、Entropy International Ltd（UK）、Benchmark Certification Pty Ltd（ Australia）

## 代表的な規格
- BS 7671：電気設備に関する規格。
- BS 5750：品質マネジメントに関する認証規格。⇒ISO 9001
- BS 7750：環境マネジメントに関する認証規格。⇒ISO 14001
- BS 7799：情報セキュリティに関する認証規格。⇒ISO/IEC 27001
- BS 8800：労働安全衛生マネジメントに関する認証規格。⇒OHSAS 18001
- BS 8600：苦情対応マネジメントに関する認証規格。⇒ISO 10002
- BS 7925-1：ソフトウェアのテスト実施基準。
- BS 8110：コンクリートの設計基準。
- BS 15000：ITサービスマネジメントに関する認証規格。⇒ISO/IEC 20000
- BS 25999：事業継続に関する認証規格。⇒ISO 22301(予定)
- BS 8901：サステナビリティイベントマネジメント規格
- BS EN 15221：ファシリティマネジメントに関する規格。⇒ISO 41001（認証規格）